# Théodore Karcher
Pour les articles homonymes, voir Karcher.
Théodore Karcher, né à Sarre-Union (Bas-Rhin) le 21 décembre 1821, mort à Paris le 6 avril 1885, est un journaliste et homme politique français.

## Biographie
Journaliste, rédacteur en chef du Républicain des Ardennes. Condamné, il se réfugia en Angleterre et collabora à la Voix du Proscrit.
Il obtint une chaire à l'Académie royale militaire de Woolwich et eut pour collègue Edmond Valentin.il était le correspondant du journal la République française. Il était le professeur de français, il avait succédé à Esquiros. Il a enseigné le Prince Impérial  dont il disait;" c'est un charmant jeune homme. Tout le monde l'aime à l'Ecole. Nous avons ensemble de terrible discussions mais nous n'y entendons pas malice.Je serai navré qu'il lui arrivât malheur et c'est avec une vraie joie que j'assistais à ses progrès en tous genres quoique ma destinée soit peut-être de le combattre" Le Prince Impérial Augustin Filon Hachette ed 1935 page 155-156.
Rédacteur en chef du Globe à Paris, il fonda l'Espoir de Rethel, qu'il dirigea jusqu'à sa mort.
Conseiller général des Ardennes, il fut aussi conseiller municipal de Rethel.
Il épousa à Sedan, en 1850, Jeanne Elvire Trotot, dont il eut un fils, Alphonse.
Il est inhumé au cimetière du Père-Lachaise(41e division).